# 劉長輔
劉長輔，字孟質，江西吉安府吉水縣人，明朝政治人物、進士出身。
鄉試三十一名。洪武四年，會試四十一名，登進士三甲，授順德府任縣縣丞。